# Мол Фландърс
„Мол Фландърс“ (на английски: Moll Flanders) е роман на Даниел Дефо, публикуван за пръв път през 1722 г. Той претендира да е истински разказ за живота на Мол Фландърс, описващ подробно нейните подвизи от раждането до старостта.
„Мол Фландърс“ е роман, с който Дефо допринася за развитието на жанра на пикареската. За разлика от класическия пикаресков роман, зародил се в Испания през първата половина на ХVІІ век, романът на Дефо обрисува правдиво социалната среда. Той е биографичен, а самият наратив е от първо лице, представен ни през гледната точка на героинята Мол Фландърс. Романът показва епохата на ранния капитализъм и живота на средния англичанин.
Заглавието, с което се появява книгата през 1722 г., е „Сполуките и неволите на прочутата Мол Фландърс, родена в Нюгейт, която през разнообразния си живот, продължил шест десетилетия, без да се смятат детските ѝ години, дванадесет години беше държанка, пет пъти – съпруга (от които един път на собствения си брат), дванадесет години крадла, осем години заточеница във Вирджиния и накрая се покая, забогатя, заживя честно и умря в разкаяние. Написано според нейните собствени спомени“ (прев. Боян Атанасов). Дългите заглавия са присъщи на Дефо, те представляват и своеобразно резюме на книгите му. Макар да не е известно дали Дефо има конкретен прототип за героинята си, романът се характеризира с илюзия за фактологичност и достоверност. Това е обикнат похват в прозата на Дефо. Сюжетната линия е „криволичеща“ – обхваща дълъг период от време и различни топоси, които проследяват възходите и паденията на героинята.

## Сюжет
„Мол Фландърс“ е историята на едно момиче от социалното дъно, чието единствено богатство е физическата привлекателност, която съумява да използва успешно. Характерът на главната героиня – Мол Фландърс, е двойствен. Тя е престъпник, но престъпният ѝ живот непрекъснато е оцветен от чувството ѝ за хумор, състраданието и чувството за лоялност. Мол е родена в Нюгейт. Животът ѝ продължава над седемдесет години изпълнени с премеждия и перипетии, сред които пет брака, кражби и затвор, разоряване и забогатяване, като накрая героинята се покайва, заживява честно и умира в разкаяние.
Мол Фландърс не е рожденото име на героинята, самата тя набляга на този факт, но демонстрира нежелание да разкрие истинското си име, което „е толкова известно в архивите и регистрите на Нюгейт и Олд Бейли“. Други нейни прозвища са Госпожицата или Малката дама, мис Бети, Габриел Спенсър, Мери Фландърс и всяка смяна на името е съпроводена със смяна на положението, препитанието и дори пола. Сменяйки името си, тя сменя и своята идентичност, което е само още един от множеството ѝ похвати да излезе невредима от всяка ситуация, колкото и опасна или заплетена да е тя. Тя е дама, съблазнителка, вдовица, престъпница или мъж, в зависимост от времето, мястото и ситуацията, тя се променя и приспособява като истински хамелеон и по този начин оцелява.
В романа има и пикантерия, свързана с брака на Мол и нейния полубрат. В далечна Вирджиния Мол Фландърс случайно разпознава своята свекърва като майка си, която не е виждала след раждането си. Потресена от кръвосмесителния брак, тя иска веднага да го прекрати, но майка ѝ и нейният съпруг-полубрат настояват да прикрият съдбовната тайна пред обществото и да продължат съвместния живот.
Сюжетната линия в „Мол Фландърс“ е доста криволичеща, превежда действието през различни места, като голяма част от него се развива в американската колония Вирджиния, където героинята попада като заточеница. Стартът на хубавицата в живота е доста несполучлив. Родена от крадла в затвора Нюгейт, тя е изоставена, когато е била на шест месеца, тъй като майката е заточена в отвъдморските територии. По-късно момиченцето попада сред пътуващи цигани, които го изоставят в градчето Колчестър в графство Есекс. Точно там Мол израства и започва своя самостоятелен живот.
Героинята се е омъжвала пет пъти. Отношението ѝ към мъжете е средство да уреди живота си. Останала обезпечена вдовица след първия си брак, тя се премества вече в Лондон, където си избира мъж, който ще се превърне в следващия ѝ съпруг.
Следващото предложение за брак на Мол е от банкер, чиято съпруга му изневерява. Мол се съгласява да се омъжи за него само ако той успее да се разведе, а междувременно тя се омъжва за богат джентълмен в Ланкашир. Джентълменът се оказва измамник – толкова беден, колкото е и тя самата. Те се разделят, за да търсят късмета си поотделно. Успял да се разведе със съпругата си, банкерът се жени за Мол, но скоро след това почива.
Години след смъртта на банкера Мол живее в бедност, след което се отдава на кражбите, в които е доста веща. Впоследствие героинята е затворена и осъдена на смърт, а в затвора в Нюгейт се събира със съпруга си от Ланкашир, който също е арестуван. И двамата успяват да намалят присъдите си. Заселват се в колонията Вирджиния, където започват нов живот като собственици на плантации. В Америка Мол преоткрива брат си и сина си, като освен това получава наследството, което майка ѝ е оставила.
Просперираща и разкаяла се, тя се завръща със съпруга си в Англия на седемдесет години.

## Персонажи

### Мол Фландърс
Мол, главната героиня на романа, е родена в лондонския затвор Нюгейт. Тя е привлекателна и толкова суетна относно външния си вид, че лесно кара мъжете да се влюбят в нея.
Нейната теория е, че ако Англия бе полагала повече грижи за сирачетата като нея, тя нямаше да попадне в лоши ръце и нямаше да се налага да води такъв непристоен начин на живот. Според нея всяко младо момиче, намиращо се в бедно положение, има правото да намери най-добрата подкрепа за себе си. Мол, суетна и уплашена от бедността и мизерията, преследва целта си да осигури добре живота си.
Един от аспектите на нейната решителност е стремежът ѝ да се омъжи за богат мъж. Втори аспект е безмилостното ѝ търсене на пари.
Резултатът от действията, които извършва, за да постигне целите си, е трансформацията ѝ от красиво и невинно младо момиче в коравосърдечна престъпница, която накрая бива заловена и изпратена в Нюгейт. Нейната находчивост и снизходителност довеждат до освобождаването ѝ от затвора и заточението ѝ във Вирджиния. Там със своя съпруг Джеми за периода от една година успява да стане собственик на плантации.
В целия роман виждаме двойствената природа на Мол – жена, която се разкайва и укорява за злодеянията си, както и безмилостна преследвачка на нечестно придобито богатство.

### Майката на Мол
Майката на Мол е спомената още в самото начало на романа като младо момиче, осъдено за дребна кражба в Нюгейт. Наказанието ѝ обаче е отложено с около 7 месеца, тъй като в съда заявява, че е бременна. По-късно бива заточена в плантациите, като оставя шестмесечната Мол „в лоши ръце“.
В романа тя се появява отново, като се оказва, че е майка на съпруга на Мол. Тя ѝ споделя случки от живота си и попадането ѝ в затвора Нюгейт. Това е момент на разпознаване (anagnorisis), в който Мол разбира, че тя всъщност е родната ѝ майка. Двете нещастни жени дълго обмислят как да постъпят, тъй като и двете отстояват своите напълно противоположни становища. Майката се опитва да убеди Мол да остане омъжена за сина ѝ (който едновременно е и брат на Мол) и да погребе цялата история. След като умира, завещава на дъщеря си пари и плантация на реката Йорк.

### По-големият брат
По-големият син на богатата покровителка, която дава подслон на Мол след смъртта на старата ѝ възпитателка, е красив млад мъж, който успява да съблазни Мол – по това време тя носи името мис Бети. По-късно той прекратява отношенията си с нея, като на практика я тласка към брак с по-малкия му брат на име Робин.

### Робин (по-малкият брат)
Робин, по-малкият син в семейството на богатата покровителка, е добър, открит и с напълно искрени намерения към мис Бети. Въпреки че огорчава семейството си заради любовта си към красивата, но бедна мис, накрая успява да убеди майка си в искреността на чувствата си. По-късно двамата се женят с помощта и насърчението от страна на по-големия брат, който се опитва и успява да се отърве от нея. Робин умира след пет години семеен живот с Мол.

### Вторият съпруг на Мол – търговецът
Той е търговец на платове, описван още като: „едновременно гуляйджия, джентълмен, собственик на магазин и просяк.“. Той успява да изхарчи всичките пари на Мол и я разорява. Скоро фалира и бива арестуван за дългове, но успява да се измъкне от затвора и заминава за Франция, като я уверява, че що се отнася до него, тя е свободна жена.

### Хазайката
Тя е жена с множество професии – акушерка, хазайка, сводница, крадла и собственичка на заложна къща. В живота на Мол Фландърс тя присъства в ролята на най-близка приятелка, сестра дори майка. Като акушерка помага на Мол изключително много, да роди тайно детето на Ланкаршийския си съпруг и да го предаде за отглеждане. По-късно хазайката става съдържателка на заложна къща и партньор на Мол в престъпленията, като я тласка към все по-опасни нелегални дейности. В края на историята се разкайва и решава да прекрати престъпното си битие. Тя остава приятелка на Мол по време на всички изпитания в затвора и след това спомага отпътуването на Мол към Америка.

### Братът на Мол
Мол се омъжва за трети път, но без да знае, че съпругът ѝ всъщност е неин брат. Първоначално той е заблуден, че Мол всъщност притежава голямо богатство, но когато разбира, че това далеч не е така, ѝ предлага да заминат във Вирджиния, защото там се намират плантациите му, които му носят добри доходи. Самата Мол разбира, че е негова сестра, чувствата ѝ към него охладняват и иска да го напусне, а той се разболява. В края на книгата, когато Мол се завръща във Вирджиния, той е сляп и много болен. Скоро след това умира, като така и не разбира за нейното завръщане.

### Синът на Мол – Хъмфри
Този син е роден от брака на Мол с нейния полубрат. Хъмфри е успешен собственик на плантации в Америка, грижи се за болния си баща и е изключително щастлив да види майка си след толкова години. Без колебание изпълнява завещанието на баба си и предоставя на Мол нейното наследство, както и много подаръци.

### Банкерът
Мол описва шестия си съпруг като тих, разумен, добродетелен, скромен човек, усърден и справедлив в своята работа. След като първата му съпруга му изневерява и го напуска, Банкерът се развежда с нея и се жени за Мол. Двамата живеят спокойно и щастливо заедно в продължение на пет години, но след като прави една лоша инвестиция и губи голяма част от парите си, Банкерът се разболява и умира.

### Джеми / Джеймс – Ланкаширския съпруг
Въпреки че връзката им започва с измама – двамата се мамят взаимно, че имат богатство, но се оказва, че и двамата са бедни – Джеми се влюбва в Мол. Бедността става причина за тяхната раздяла. Описан е като привлекателен и добродушен мъж, който се оказва не само лъжец, но и крадец. След известно време неговата престъпна дейност го отвежда в затвора Нюгейт, където отново се среща със своята съпруга Мол Фландърс, която е в не по-добро от неговото положение. По-късно двамата успяват да уредят преселването си във Вирджиния, където започват нов, спокоен и охолен живот.

### Жененият господин от Бат
Този господин става приятел и покровител на Мол, а по-късно и неин любовник. След шест години живот като съпруг и съпруга, вследствие на болест, у господина се пробужда силно чувство на разкаяние и срам от тази незаконна връзка и изоставя Мол, която от своя страна поверява на неговите грижи момченцето, което му е родила.

## Взаимоотношения, бракове, деца
| Мъж                                                     | Брак                        | Статус | Деца      | Статус                          | Допълнителна информация |
| ------------------------------------------------------- | --------------------------- | ------ | --------- | ------------------------------- | --- |
| Големият син на приемното семейство на Мол              | да (неофициален)            | мъртъв | не        | –                               | Той е бил първата ѝ любов. По-късно става ясно, че той се жени за друга. |
| Робин – малкият син на приемното семейство на Мол       | да                          | мъртъв | да (две)  | Живи                            | не го е обичала, въпреки че е бил любящ съпруг. |
| Търговецът на платове                                   | да                          | Жив    | да (едно) | Мъртво                          | Арестуван за дългове, но избягва от затвора и заминава като дава разрешение на Мол да се смята за вдовица.                                                                                    |
| Собственикът на плантация във Вирджиния и неин полубрат | да                          | мъртъв | да (три)  | Две мъртви и едно живо (Хъмфри) | Първоначално го обича, но след като разбира, че връзката им е кръвосмесителна, не може да продължи да живее с него.                                                                           |
| Жененият господин от Бат                                | не (Мол е негова любовница) | Жив    | да (едно) | Живо                            | Той се разкайва за извънбрачната си връзка с Мол и я изоставя. Тя от своя страна му поверява да отгледа детето.                                                                               |
| Джеми/ Джеймс – Ланкаширския съпруг                     | да                          | Жив    | да (едно) | Живо                            | Причина за тяхната раздяла става бедността. Мол ражда тайно детето на Джеми и го оставя на грижите на едно семейство с помощта на своята акушерка.                                            |
| Банкерът                                                | да                          | мъртъв | да (две)  | Няма информация                 | Мол живее спокоен и целомъдрен живот с банкера, но изпада в беда след неговата смърт. В текста се споменава, че имат две деца, но съдбата им и неизвестна.                                    |
| Джеми/ Джеймс – Ланкаширския съпруг (отново)            | не                          | Жив    | не        | –                               | Срещат се отново в затвора Нюгейт, успяват да избегнат наложените им наказания и да се преместят в Америка, където заживяват спокоен и охолен живот, където Мол се събира със сина си Хъмфри. |

## Теми

### Пътят
Мол Фландърс е изключително динамичен персонаж. През целия си живот тя се намира в непрекъснато движение – постоянно сменя жилищата си, мести се в различни градове, пътува. Живее известно време във Вирджиния, Бат, Минт, Лондон. Заминава с приятелка за Ланкашир, където се омъжва за пореден път. Цялото това пътуване може да се тълкува и в преносен смисъл – пътят, който извървява героинята е обсипан с изпитания, които в крайна сметка тя преодолява и достига до прозрението и покаянието. Мотивът за пътя е характерен за пикаресковия роман.

### Суета, красота
Суетата е водещ мотив в произведението. Тя оказва силно влияние върху поведението на Мол. Самата героиня гордо заявява: „Но наред с това аз притежавах присъщата на пола си суетност – понеже ме намираха наистина за много хубава или, с ваше позволение, за голяма красавица и аз знаех това твърде добре, имах за себе си същото високо мнение, каквото и хората, и особено обичах да слушам да се говори за красотата ми, което за мое голямо удоволствие често се случваше.“
Мол Фландърс използва красотата си като оръжие срещу света и хората, с което атакува, примамва, увлича събеседниците си и най-вече мъжкото присъствие. Красотата придава на Мол увереност, благодарение на която героинята придобива самочувствие във всяко едно свое действие – дава съвети на жените за това какво трябва да бъде поведението им пред мъжете, омайва бъдещите си съпрузи. Дори при кражбите смята, че красотата ѝ ще я спаси от опасните ситуации, в които се забърква. Суетата обаче толкова силно надделява, че сякаш унищожава всички други добродетели, превръща се в причината за духовното, моралното падение на Мол Фландърс: „Но красотата ми, с която прекалено се гордеех, или по-скоро суетността ми стана причина за моето падение.“ Всичко, което е в крайност, води до падение. За Мол Фландърс суетата е в крайност, която я повлича към опасностите на живота.

### Парите
Според статията „Печалбата и загубата на Мол Фландърс“ в романа в около 65 различни ситуации Мол получава или плаща пари в кеш. Въпреки че Дефо не предоставя точните цифри за всички финансови сделки, в които участва Мол, той предоставя достатъчно информация, за да позволи на читателя да очертае финансовото състояние на своята героиня.
Мотивът за парите се среща още в началото на романа, когато дъщерите на жената на кмета често дават пари на малката Мол. Тя изпитва ужас от мисълта да бъде нечия слугиня, затова всячески опитва да се спаси от тази участ. Дамите ѝ осигуряват това спасение, а когато пораства, ѝ дават работа като шивачка, за да изкарва пари самостоятелно. По-нататък в романа Мол се стреми към това да се омъжи за богат човек, който да осигури материалното ѝ благополучие. А когато няколко брака подред приключват по една или друга причина, Мол бива посветена в занаята на кражбите. Едва след като започва да се чувства уверена в джебчийството, героинята сякаш се пристрастява към печалбите, които този престъпен занаят ѝ донася. Самата тя осъзнава колко пагубно за нея е това и как би било по-редно да се откаже, но нито има желание, нито опитва: „...аз нямах сили да приложа решението, което бях взела по-рано – да се откажа от позорния занаят, щом събера малко пари. Исках да натрупам много пари.“
С всяка следваща кражба в стремежа си да изкара още повече пари, Мол подлага себе си на ежедневна опасност да бъде заловена и изпратена в затвора. Именно парите повличат Мол към „гибелта“. Героинята е заловена, защото не съумява да опази това, което има, а непрекъснато иска да увеличава богатството си.
Към края на романа, когато се среща със сина си, за нея сякаш е по-важно да разбере какво е наследството, което майка ѝ е оставила. Парите отново вземат превес. През по-голямата част от живота на Мол Фландърс парите са на почетно място в ценностната ѝ йерархия.

### Алчност
Един от основните мотиви в произведението е мотивът за алчността – алчността, която води Мол до проституция, кражба и морална деградация. Мол вижда хората като стоки, а отношенията ѝ с тях – като бизнес сделки. Въпреки че е влюбена в най-големия брат, тя отказва да вземе пари от него. След което обаче тя приема подкуп от него, за да се омъжи за брат му Робин. Тя взема пари за проституция, а също така краде от деца и хора в беда. Единственият момент, в който тя се разкайва, е този, в който тя се чувства прекалено стара, за да направи каквото и да е.
Изглежда, че Дефо умишлено и съзнателно манипулира читателя, който е готов да разпознае Мол като алчен човек. Много често Дефо директно описва действията на Мол и престъпните ѝ сделки.

### Любов и брак
Любовта в най-чистия си смисъл е ценност, която всеки, който е изпитал, пази от лошотията в света и превръща в силата, която задвижва живота. В началото на романа това твърдение се отнася в почти пълна степен и за Мол. Тя може да обича, въпреки че суетата понякога не позволява на читателя да забележи това. Но след като Мол Фландърс претърпява любовното разочарование – онова съкрушително чувство, което може да промени цялостно човека – Мол решава следното: „Веднъж вече бях излъгана от тази измамница – любовта, но играта беше свършена. Сега бях решила – или брак, или нищо; и то или да се оженя добре, или въобще да не се женя.“ Любовта се превръща в идея за брак, който да осигури материално благополучие. Стойността на любовта става равна на стойността на парите. Искреното любовно чувство се губи някъде из разочарованието в миналото, стремежът към материалното в настоящето и помечтаната сигурност за бъдещето. Петте ѝ брака го доказват, но въпреки това любовта се е стаила дълбоко в сърцето на Мол. В края на романа тя е щастлива, а щастието ѝ е породено именно от онова висше чувство – любовта.

### Престъпление, грях
Мотивът за престъплението и греха е застъпен в романа. Дали обаче Мол Фландърс наистина някога се превръща в закоравял престъпник? Обладана от алчността, тя успява да извърши най-катастрофалните престъпни действия. Изглежда, че Дефо е симпатизирал на Мол, тъй като я представя като много очарователна жена, която въпреки кражбите е харесвана от съвременниците си.
Чрез ирония Дефо ни разказва за мислите на Мол по време на различните ѝ престъпления. Доста често той я представя като моралистка (тя смята, че прави услуга на детето, открадвайки му огърлицата на улица Олдърсгейт). Чрез ироничен хумор авторът ни дава представа за опитите на Мол да осмисли престъпленията си.
Често Мол изпитва неискрени, фалшиви угризения на съвестта, които не я карат нито да ограничи престъплението, за което се оплаква, нито да компенсира за случващото се. Това е показано при обира ѝ на жена, чиято къща гори.

### Разкаяние
Мотивът за разкаянието е често срещан, той отново и отново се завръща в романа. Мол Фландърс постоянно изпитва желание да се разкае. До края на произведението обаче тези разкаяния са неискрени, тъй като липсва морално убеждение (общоприети ценности, на които всеки трябва да се подчинява).
Първото ѝ покаяние идва, когато Робин я моли да се омъжи за него: „Сега аз бях наистина в ужасно състояние и от душа се разкайвах, че така лесно се отдадох на по-стария брат; не от някакви угризения на съвестта – подобни чувства ми бяха чужди, – а защото ми беше противна мисълта да бъда любовница на единия брат и съпруга на другия.“ Всъщност разкаянието на Мол изглежда по-скоро като съжаление, че е подценила шансовете си за по-добро споразумение.
Мол се омъжва за съпруга си от Ланкашир, въпреки че непосредствено преди това се упреква „Какво отвратително същество съм аз! Как ще измамя този нищо неподозиран; джентълмен! На него не му минава и през ум, че се е развел с една к…, за да се хвърли в прегръдките на друга к…“, а след неговата смърт започва престъпната ѝ кариера. Може да се отбележи, че много от нейните частични покаяния се разсейват в по-нататъшни интриги.
Когато Мол попадна „в това отвратително място“ – затворът в Нюгейт, тя прави следното изявление: „Тогава се разкаях най-искрено за моя предишен живот, ала разкаянието не ми донесе нито удовлетворение, нито спокойствие – не, никак, ни най-мъничко. Защото в себе си съзнавах, че това разкаяние идва, след като ми бяха отнети възможностите да продължа да греша. Изглежда, скърбях не заради това, че бях извършила престъпления, нито заради това, че те представляваха оскърбление на бога и на моите ближни. Скърбях, защото сега трябваше да бъда наказана“. Тези нейни думи са ясен израз на повърхностното ѝ покаяние. Тя се страхува не за духовното си състояние, а за физическото си съществуване.
Дори по време на престоя си в Нюгейт Мол се разкайва чак след разговора си с пастора. Изглежда, че тогава наистина се притеснява да не бъде обесена. Самият факт, че тя настоява да осигури наследството си, показва как притежаването на земни блага има много по-дълбоко значение за Мол, отколкото придобиването на духовно благополучие. Тук можем да направим паралел между характера на Мол и този на гувернантката, която изглежда наистина се е покаяла.
Сълзите, които Мол Фландърс проронва от време на време, са просто емоционално освобождаване, а не знак за истинско разкаяние, защото дори след пролетите сълзи сърцето ѝ се втвърдява, а тя продължава да мами и надхитрява.

### Промяната в духовен план
Мол е разтърсена, когато среща в затвора съпруга си от Ланкашир. Скръбта ѝ по неговата участ оказва върху нея силно влияние и тя започва да се обсипва с укори и да се самообвинява. Но ключова роля за душевната промяна на Мол и за нейното искрено разкаяние играе един свещеник, пред когото тя се изповядва. Разкрива му цялата порочност на своя живот, без да скрива нищо и благодарение на неговото въздействие, тя успява да прозре вечното, възвишеното, което води до нейното преобразяване: „Сега вече за пръв път почувствах истински признаци на разкаяние. Започнах да гледам с отвращение на миналото си и взирайки се по този начин в безсмъртието, всичко в тоя живот почна да ми се струва съвсем различно в сравнение с преди.“
От една пропаднала жена, съблазнителка и крадла, тя се превръща в собственичка на плантации, с което слага край на греховния си живот и начало на нов, почтен.

### Хитрост, с която да постигне целите си, личната изгода
Прилики на романа на Даниел Дефо с ренесансовия пикаресков роман и защо Мол Фландърс може да се определи като пикара (т. е. жена пикаро – хитра жена, измамница):
- Главната героиня се отличава с природна интелигентност, съобразителност и хитрост – дарби, които ѝ помагат да оцелее в променящия се, хаотичен свят и да постигне своите цели.
- Може да се каже, че героинята има неизвестен произход, тъй като бащата е неизвестен и сведенията за майката са малко, тоест Мол е изоставено, подхвърлено дете.
- Житейският път на героинята се движи от низините към висините на благополучието, което тя постига чрез умение, измама, изобретателност и сила на духа.

### Майчинството
Независимо от това, че ражда много деца, Мол Фландърс не отглежда нито едно от тях. У героинята не се наблюдава засилен майчински инстинкт, той отстъпва пред инстинкта за самосъхранение. Децата представляват по-скоро бреме и доказателство за разпътния ѝ живот, затова тя решава да ги изостави в чужди ръце, в полза на своето щастие и спасение. Най-силно проявление на майчинските ѝ чувства се забелязва на две места в романа. Когато се тревожи за съдбата на детето на Ланкаширския си съпруг, но все пак го изоставя, както и когато след дълги години на раздяла се среща отново със сина си Хъмфри в Америка, това обаче също не я трогва дотолкова, че да забрави да уреди въпроса за майчиното си наследство. Мол винаги поставя себе си на първо място и се грижи най-вече са собственото си благополучие.

## Даниел Дефо между „Робинзон Крузо“ и „Мол Фландърс“
Анализ по темата е направен от Валентин Виденов. Той се опитва да изследва интертекстуалното пространство между Робинзон Крузо и Мол Фландърс и да направи различна преценка за „духа на капитализма“ (Вебер), положителна в случая с Робинзон Крузо и отрицателна в случая на Мол Фландърс. Изводът му е, че въпреки че Даниел Дефо създава тези два текста като пълни контрасти, отразяващи двете различни страни на капитализма, те не се взаимоизключват, а се допълват.

## Преводи на български
- Мол Фландърс, прев. Борис Табаков, София: Прометей, 1947.
- Мол Фландърс, прев. Боян Василев Атанасов, София: Народна култура, 1960.
- Мол Фландърс: Горчивият житейски опит на една нещастна и покварена жена, прев. Борис Табаков, София: Интерпрес 67, 1992.

## Филмови, театрални, радио адаптации
- Филмова адаптация от 1965 г., озаглавена „The Amorous Adventures of Moll Flanders“, с участието на Ким Новак като Мол Фландърс, Ричард Джонсън в ролята на Джеми, с Анджела Лансбъри в ролята на лейди Блайстоун, с Джордж Сандърс като банкер и Лили Палмър в ролята на Датчи. Някои от сцените са заснети в Castle Lodge – къща в стил Тюдор в центъра на Ludlow.
- Телевизионна адаптация на BBC от 1975 г., „Moll Flanders“, адаптирана от Хю Уайтмор, режисирана от Доналд Макуини, с участието на Джулия Фостър като Мол и Кенет Хей като Джеми.
- Американска музикална адаптация, озаглавена Moll!, по текст на Уилям Сан Джакомо, музика и текст на Томас Йънг, изпълнена шест пъти от Angola Community Theatre, Ангола, Индия, през февруари 1982 г.
- През 1993 г. е записана музикална адаптация с Джоузи Лорънс в ролята на Мол Фландърс, с музикална режисура от Тони Кастро.
- По-късна американска адаптация „Moll Flanders“ (1996), с участието на Робин Райт Пен като Мол Фландърс, Морган Фрийман като Hibble, със Стокард Чанинг като госпожа Allworthy. Тази адаптация споделя само за главния герой, тъй като липсват повечето елементи от главния роман.
- Втора британска телевизионна адаптация, излъчена от ITV през 1996 г., озаглавена „The Fortunes and Misfortunes of Moll Flanders“, с участието на Алекс Кингстън като Мол и Даниел Крейг като Джеми. Този филм е една от най-доближените до романа адаптации, въпреки че свършва, когато тя все още е относително млада жена.
- Радиоадаптация от две части на Ник Пери, с участието на Джесика Хайнс, излъчена по BBC Radio 4 през 2016 г. Музикална версия на адаптацията на Пери е поставена в театър Mercury Theatre, Colchester през 2018 г. (The Fortunes and Misfortunes of the Famous Moll Flanders public domain audiobook at LibriVox)